# مندن (زاورلند)
مندن (بالألمانية: Menden (Sauerland)) هي بلدة ألمانية تقع في ألمانيا في Märkischer Kreis. يقدر عدد سكانها بـ 56,361 نسمة .

## المدن التوأمة
مدن أير سور لا ليز، أردريس (باد كاليه)، Braine-l'Alleud، خالكيذا، آيزنبرغ (تورينغن)، Flintshire، ليستريم، لوكون، باد كاليه، مارويل، باد كاليه، Plungė، ليز ساميت (ميزوري) و باترنو هي مدن توأمة لـمندن (زاورلند).

## أعلام
- أولي بوروفكا